# Abbott Mead Vickers BBDO
Abbott Mead Vickers BBDO (AMV) ist eine Londoner Werbeagentur. AMV gehört zum Agentur-Netzwerk von BBDO, dem mit 287 Büros in 79 Ländern drittgrößten Werbenetzwerk weltweit.

## Geschichte
AMV wurde 1979 von David Abbott, Peter Mead und Adrian Vickers gegründet. Seit 1991 gehört sie zum BBDO Netzwerk.

## Auszeichnungen
- Cannes Lions:
  - Grand Prix for Effectiveness 2011 – Walkers Sandwich
  - Direct Agency of the Year 2010
  - Grand Prix for Good 2010 – Metropolitan Police
- Kinsale:
  - Agency of the Year 2008/2009/2010
- Creative Review:
  - Agency of the Year 2010
- The Big Won:
  - Number one creative agency in the UK 2010
  - Number one direct and integrated agency in the UK 2010
- Marketing Society:
  - Most awarded agency for the third year running 2010
- Revolution Awards:
  - Grand Prix for best use of consumer engagement 2010 – Doritos
- FAB Awards:
  - Agency of the year 2010/2011